# Barbora Poláková (album)
Barbora Poláková je debutové stejnojmenné album herečky a zpěvačky Barbory Polákové. Vydala ho společnost Supraphon v roce 2015. Producentem se stal Jan P. Muchow. Deska je částečně melancholicky laděna, obsahuje i několik moderních šansonů.
Kromě Polákové se na albu výrazně autorsky podílel klavírista David Hlaváč.
Do bookletu desky je vloženo několik kousků speciálního látkového papíru, ze kterého je možné složit lampu. Na látkovém papíru jsou texty písní z alba.

## Seznam písní
1. Generace (03:01)
2. Nafrněná (03:39)
3. Ona (03:19)
4. Krosna (03:46)
5. Milo (02:55)
6. Ráda (04:14)
7. Ego (04:42)
8. Kdo je tady víc (03:35)
9. Hlava (03:24)
10. Kráva (03:04)